# 해리 포터 앤드 더 포비든 저니
해리 포터 앤드 더 포비든 저니(영어: Harry Potter and the Forbidden Journey)는 아일랜즈 오브 어드벤처, 유니버설 스튜디오 재팬, 유니버설 스튜디오 할리우드에 있는 놀이기구이다. 이 놀이기구는 실내에서 타는 3D 라이드로, J. K. 롤링의 소설 《해리 포터》와 그 소설을 바탕으로 한 《해리 포터 영화 시리즈》를 바탕으로 한 것으로, 호그와트 성 안팎을 보여준다.

## 같이 보기
- 어메이징 어드벤처 오브 스파이더맨